# 巨勢黒麻呂
巨勢 黒麻呂（こせ の くろまろ）は、飛鳥時代の貴族。名は黒丸とも記される。姓は臣。左大臣・巨勢徳多の子で、邑治・小邑治の父。冠位は小錦中・中納言だが、後述するように、官職については疑義がある。

## 考証
その経歴や人生については、不明な点が多いが、『続日本紀』の巨勢邑治の薨伝から、以下のことが分かる。
1. 彼の冠位である小錦中は、天智天皇3年（664年）2月制定の冠位二十六階の第11等であり、高位ではあった。しかし、天武天皇14年（685年）正月には冠位四十八階が制定されている。
2. 中納言は慶雲2年（705年）4月制定の令外官であり、天智・天武朝には存在していない。天武朝になって設置され、「納言」に、後世になって「中」の文字を挿入したものと推定される[3]。納言の文字は天武天皇9年（680年）の舎人王や[4]、持統天皇元年（687年）正月の布勢御主人にも見え[5]、天武朝では大臣が置かれなかったために、納言が最高の行政官であった。納言の官名は中国由来のもので『書経』「舜典」に見えるもので、隋・唐の初期には門下省の長官（侍中）の称号であった。

以上のように、天武朝の高位・高官職の人物であり、天武天皇14年（685年）までに亡くなっている。

## 系譜
- 父：巨勢徳多
- 母：不詳
- 生母不明の子女
  - 男子：巨勢邑治
  - 男子：巨勢小邑治